# Pococí
Pococí is een stad (ciudad) en gemeente (cantón) in de provincie Limón in Costa Rica. Het heeft een oppervlakte van 2.403,49 km² en is daarmee het op drie na grootste kanton van Costa Rica. Pococí telt 142.000 inwoners, waarmee het op plaats acht staat in het land.
Het kanton ligt met de oostzijde aan de Caraïbische Zee en grenst in het noordelijkste punt met het Nicaraguaanse departamento Río San Juan. In het zuiden grenst het met de kleinere kantons Guácimo en Siquirres. Het kanton gaat in het zuidwesten op in het Parque nacional Braulio Carrillo. Langs de kust liggen onder andere Tortuguero en het beschermd gebied Barra del Colorado.
De gemeente werd op 19 september 1911 opgericht en is opgedeeld in zeven deelgemeenten (distrito): Guápiles (de hoofdstad), Cariari, Colorado, Jiménez, La Colonia, Rita en Roxana.
Guácimo · Limón · Matina · Pococí · Siquirres · Talamanca